# Постоянный ток
Постоя́нный ток — электрический ток, который с течением времени не изменяется по величине и направлению.
Постоянный ток (англ. constant current) является разновидностью однонаправленного тока. Однонаправленный ток (англ. direct current) — это электрический ток, не изменяющий своего направления. Часто можно встретить сокращения DC от первых букв английских слов, или символом  (ГОСТ 2.721-74), или —.
На рисунке к этой статье красным цветом изображён график постоянного тока. По горизонтальной оси отложен масштаб времени {\displaystyle t}, а по вертикальной — масштаб тока {\displaystyle I} или электрического напряжения {\displaystyle U}. Как видно, график постоянного тока представляет собой прямую линию, параллельную горизонтальной оси (оси времени).
Величина постоянного тока {\displaystyle I} и электрического напряжения {\displaystyle U} для любого момента времени сохраняется неизменной.
При постоянном токе через каждое поперечное сечение проводника в единицу времени протекает одинаковое количество электричества (электрических зарядов).
Постоянный ток — это постоянное направленное движение заряженных частиц в электрическом поле.
В каждой точке проводника, по которому протекает постоянный ток, одни элементарные электрические заряды непрерывно сменяются другими, совершенно одинаковыми по сумме электрическими зарядами. Несмотря на непрерывное перемещение электрических зарядов вдоль проводника, общее пространственное их расположение внутри проводника как бы остаётся неизменным во времени, или стационарным.
Переносчиками электрических зарядов являются:
- в металлах — свободные электроны;
- в электролитах — ионы: катионы и анионы;
- в газах — ионы и электроны;
- в вакууме — электроны, образовавшиеся при электронной эмиссии;
- в полупроводниках — электроны и дырки.

Постоянное движение электрических зарядов создаётся и поддерживается сторонними силами, которые могут иметь химическую (в гальванических элементах), электромагнитную (динамо-машина постоянного тока), механическую (электрофорная машина) или иную (например, радиоактивную в стронциевых источниках тока) природу. Во всех случаях источник тока является преобразователем энергии сторонних сил в электрическую.
Электрическое поле, сопутствующее постоянному току в проводнике и в соответствии с этим стационарное распределение в нём электрических зарядов, называется стационарным (неизменным во времени) электрическим полем.
Электрические заряды в стационарном электрическом поле нигде не накапливаются и нигде не исчезают, так как при всяком пространственном перераспределении зарядов неизбежно должно было бы измениться стационарное электрическое поле и соответственно ток перестал бы быть постоянным по времени.
Для стационарности поля и тока требуется, чтобы электрические заряды нигде не накапливались и нигде не терялись, а перемещались непрерывным и равномерным потоком вдоль проводников. Для этого необходимо, чтобы проводники совместно образовывали замкнутый на себя контур. В этом случае будет достигнуто непрерывное круговое равномерное движение электрических зарядов вдоль всего контура.
Постоянный электрический ток может существовать только в замкнутом на себя контуре, состоящем из совокупности проводников электричества, в котором действует стационарное электрическое поле.